# Bibliothèque royale (Suède)
Pour les articles homonymes, voir Bibliothèque royale et Bibliothèque nationale.

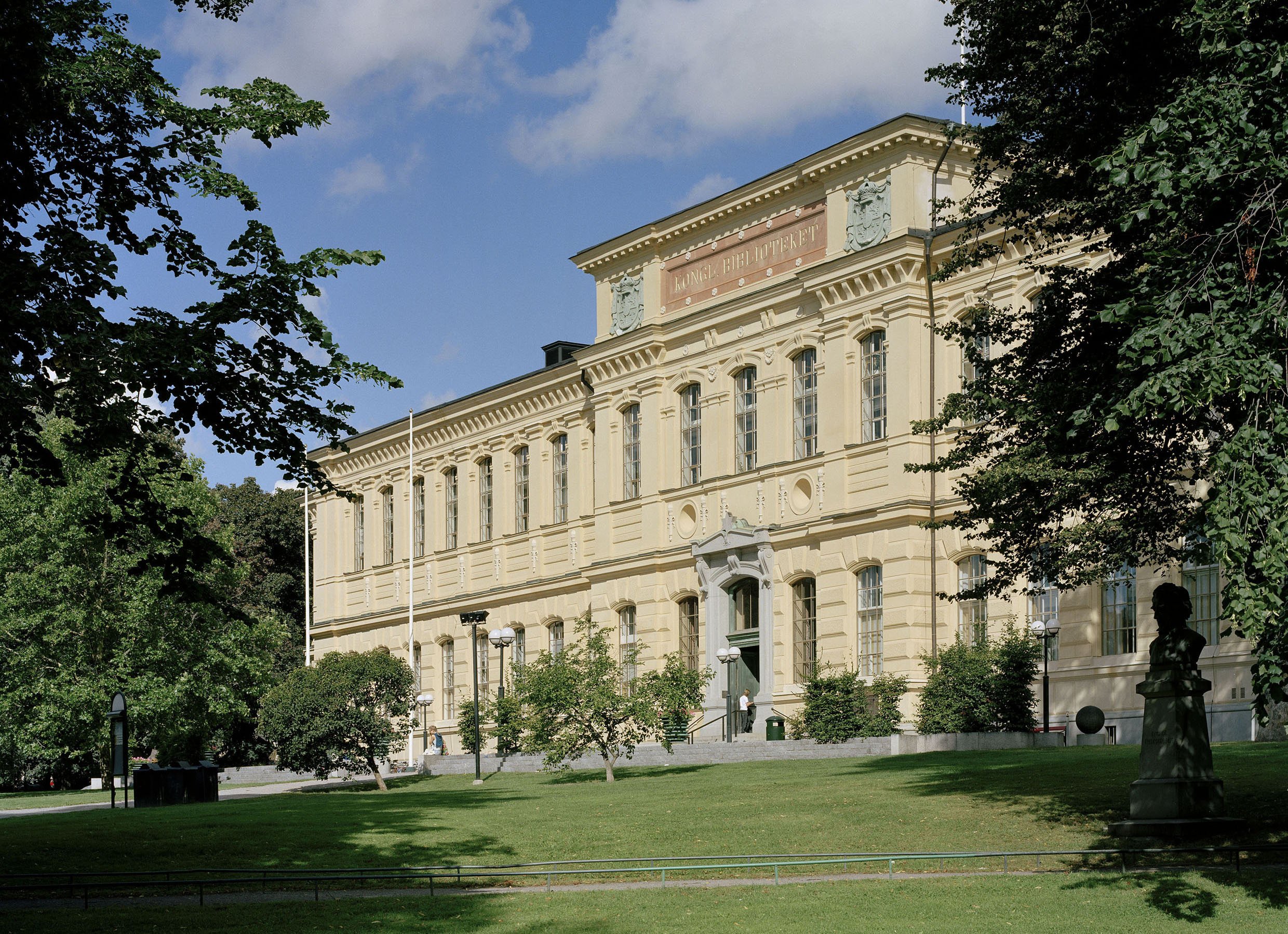
Façade principale

La Bibliothèque royale ou officiellement "Bibliothèque nationale" (en suédois : Kungliga biblioteket) (KB) est la bibliothèque nationale de Suède, située à Stockholm. Tout comme la bibliothèque universitaire de Lund, elle recueille et conserve tout ce qui est images sonores, illustrations et documents imprimés publiés en Suède. La Bibliothèque nationale est un établissement public d'État dépendant du ministère de l'Éducation.
Les collections de la bibliothèque sont ouvertes à tous, mais ses activités s'adressent en premier lieu aux chercheurs. Les documents de la collection suédoise ne peuvent sortir de la bibliothèque et doivent être consultés sur place. La plupart sont conservés en magasins et doivent être commandés à l'avance.

## Histoire
Les débuts de la Bibliothèque royale de Suède remontent à la seconde moitié du XVIe siècle, quand les enfants du roi Gustave Ier Vasa font dresser les premiers catalogues des livres de la famille royale.
À leur suite, la reine Christine, monarque éclairée régnant de 1632 à 1654, fait de la Bibliothèque royale l'une des plus importantes d'Europe, d'autant qu'un système de dépôt légal se met en place à partir de 1661.
Il ne reste pourtant presque rien de ces premières collections. En effet, la reine Christine emporte avec elle la majorité de ses livres lorsqu’elle abdique et se retire à Rome ; de plus, un incendie dévaste le Palais royal en 1697 où étaient alors conservés les documents de la Bibliothèque royale.
Il faut alors attendre 1768 pour que la Bibliothèque royale retrouve des locaux fixes, dans le Palais royal de Stockholm, dessiné par Nicodème Tessin le Jeune.
En 1877, alors que les capacités des locaux du Palais royal sont dépassées, les collections rejoignent le bâtiment spécialement construit dans le parc de Humlegården : une structure en fer d'inspiration française a été choisie pour l'intérieur. Les colonnes et poutres en fonte peuvent supporter des charges très lourdes telles que les livres. L'extérieur présente une façade en briques dans un strict style néo-Renaissance. Le bâtiment est ouvert au public le 2 janvier 1878 et abrite encore aujourd'hui une partie des collections ainsi que les bureaux de l'administration de la bibliothèque.

## Collections
Les collections de la bibliothèque comptent un peu plus de 20 millions de documents. Outre les livres, elles contiennent, entre autres, des affiches, des illustrations, des manuscrits et des imprimés publicitaires. La collection audio-visuelle compte plus de 7 millions d'heures d'enregistrement. La KB conserve un important fonds patrimonial dont le Codex Gigas, ou le célèbre Codex Aureus de Cantorbéry.
La bibliothèque est également gardienne de plusieurs archives personnelles, comme celles, entre autres, d'Astrid Lindgren, d'August Strindberg et de Dag Hammarskjöld.

## Dépôt légal
Selon la loi actuelle du dépôt légal, chaque éditeur de matériel imprimé devant être distribué en Suède est tenu d'en envoyer un exemplaire à la Bibliothèque Nationale et à six autres bibliothèques de recherche. De la même manière, chaque éditeur d'œuvres musicales, de film, d'émissions de télévision ou de radio devra en envoyer des copies à la bibliothèque. Toutefois, dans certains cas, il ne s'agira que d'une partie des émissions.
Depuis 1997, le dépôt légal est étendu aux sites internet suédois (projet kulturarw 3) : l'ensemble de cet archivage du web est consultable sur certains postes de la KB. Elle doit également microfilmer les journaux suédois.
La loi a son origine dans une ordonnance de chancellerie de 1661, loi obligeant tous les imprimeurs de livres en Suède à envoyer deux exemplaires de chaque écrit imprimé, l'un destiné aux Archives nationales et l'autre à la Bibliothèque Nationale. Cette loi était plutôt destinée à contrôler la propagation d'opinion qu'à conserver des documents à la postérité.

## Bibliothèque et coopération
La Bibliothèque nationale assure également, via le consortium Bibsam, la publication d'articles scientifiques en libre accès à des prix négociés et l'accès aux revues scientifiques pour l'ensemble de l'enseignement supérieur et de la recherche en Suède.
La bibliothèque coordonne un certain nombre de groupes d'experts travaillant à des questions touchant au monde des bibliothèques, par exemple la numérisation, le système de classification et le catalogue commun LIBRIS. Elle organise aussi des formations et apporte un soutien aux projets consacrés au secteur des bibliothèques. Elle établie également les statistiques officielles des bibliothèques suédoises sur la base de données recueillies à travers le pays.
Au-delà de ces missions, la bibliothèque nationale est aussi une bibliothèque de recherches en lettres et en sciences humaines : elle est ouverte au grand public et acquiert continuellement des ouvrages en plusieurs langues.

## Visites
La Bibliothèque Nationale est située dans le parc de Humlegården au centre de Stockholm. Elle est ouverte au public. Toute personne de plus de 18 ans pouvant justifier de son identité peut commander des documents faisant partie des collections. Il existe des règles spécifiques pour les personnes ne résidant pas en Suède ou qui ne possèdent pas de numéro personnel d'identité suédois.